# 落合俊雄
落合 俊雄（おちあい としお、1943年（昭和18年）9月28日 - 2015年3月6日）は、日本の通産官僚。元科学技術庁研究開発局長。従四位。瑞宝中綬章。

## 略歴
- 開成高校卒業
- 1967年（昭和42年）3月：東京大学法学部卒業
- 1967年（昭和42年）4月：通商産業省入省

同期に伊佐山建志、井出亜夫（経企審議官）、鈴木孝男（中小企業基盤整備機構理事長、環境立地局長）、塚本弘（ジェトロ副理事長、大臣官房審議官）、佐藤英一（徳島文理大教授、四国通産局長）、横江信義（大臣官房審議官）など
- 資源エネルギー庁長官官房省エネルギー石油代替エネルギー対策課長
- 1993年（平成5年）6月：特許庁総務部長
- 1994年（平成6年）12月：科学技術庁科学技術政策局長
- 1997年（平成9年）1月：科学技術庁研究開発局長
- 1997年（平成9年）7月：通商産業省退官
- 1997年（平成9年）7月：商工組合中央金庫理事
- 1999年（平成11年）7月：新日本製鐵株式會社参与
- 2000年（平成12年）6月：新日本製鐵株式會社取締役
- 2002年（平成14年）6月：新日本製鐵株式會社常務取締役
- 2005年（平成17年）6月：新日本製鐵株式會社常任顧問
- 2006年（平成18年）7月：石油天然ガス・金属鉱物資源機構副理事長
- 2007年（平成19年）9月3日：日本北イルクーツク石油株式会社監査役